# Assemini Santa Lucia
Assemini Santa Lucia (wł. Stazione di Assemini Santa Lucia) – przystanek kolejowy w Assemini, w prowincji Cagliari, w regionie Sardynia, we Włoszech. Położony jest na linii Cagliari – Golfo Aranci. Jest jednym z elementów Kolei aglomeracyjnej w Cagliari.
Według klasyfikacji RFI ma kategorię brązową.

## Linie kolejowe
- Cagliari – Golfo Aranci